# Mario Pérez Plascencia
Mario Pérez Plascencia (19 de febrer de 1927) és un exfutbolista mexicà.

## Selecció de Mèxic
Va formar part de l'equip mexicà a la Copa del Món de 1950.